# サミュエル・シルヴェラ
サミュエル・シルヴェラ（英語: Samuel Silvera、2000年10月25日 - ）は、オーストラリアとイングランドのサッカー選手。オーストラリア代表。ポジションはFW。

## クラブ歴
ロンドンでジャマイカ系の父の下に生まれ、オーストラリアでサッカーを始めた
。
2017年にウェスタン・シドニー・ワンダラーズFCのU-20チームに加入し同シーズンのクラブ最優秀U-20選手となった。
2019年6月21日、単年契約のスカラーシップで練習参加をしたセントラルコースト・マリナーズFCに加入した。同年7月31日にFFAカップでフル出場し選手初出場を記録、マイケル・マグリンチィの得点をアシストした。プロ初得点は同年8月28日の同じくFFAカップで記録した。10月には2022年迄の3年契約を締結した。2020年初めにはロサンゼルスFCの練習に参加したが移籍はならなかった。
2020年9月4日にプリメイラ・リーガのFCパソス・デ・フェレイラに完全移籍したが、移籍金は明らかになっていない。同シーズンはセグンダ・リーガ所属のカーザ・ピアACに期限付き移籍した。しかし出場機会は十分に得られず、2021年2月に3部のADサンジョアネンセに期限付き移籍先が変更になった。翌シーズンはニューカッスル・ユナイテッド・ジェッツFCに期限付き移籍したが、同クラブはセントラルコースト・マリナーズのライバルであるために古巣のファンからは不興を買った。
2022年夏に完全移籍でセントラルコースト・マリナーズに復帰し3年契約を結んだ。復帰初戦で得点を記録する好調を見せ、優勝に貢献した。
2023年7月7日にEFLチャンピオンシップのミドルズブラFCに3年契約で完全移籍した。8月5日に移籍後初出場、同月8日に初得点を記録した。
2024年7月1日、ポーツマスFCへシーズン終了までの期限付き移籍した。

## 代表歴
一貫してオーストラリア代表として出場した。
2019年9月9日にU-23代表としてニュージーランド代表との親善試合に途中出場し、年代別代表初出場となった。
2023年9月にメキシコ代表との親善試合に臨むA代表に初招集され、途中出場した。その後、AFCアジアカップ2023のメンバーに選出された。